# Aron Jóhannsson
Aron Jóhannsson, född 10 november 1990 i Mobile, Alabama, är en isländsk-amerikansk fotbollsspelare. 
Jóhannssons föräldrar är islänningar, han föddes i Mobile i Alabama i USA när föräldrarna studerade där. När Jóhannsson var tre år gammal flyttade familjen hem till Island, där han är uppvuxen. Jóhannsson representerade Island på U21-nivå men valde sedan att representera Förenta staterna på seniornivå. Han ingick i den amerikanska VM-truppen vid fotbolls-VM 2014.
Jóhannsson gjorde succé i nederländska AZ Alkmaar med 29 mål på två säsonger. Han köptes sedan av Fußball-Bundesligalaget Werder Bremen, där han fick sparsamt med speltid 2015-2019. Den 11 juli 2019 skrev han på ett treårskontrakt med Hammarby IF.